# Уильямс, Дамиан
Андре Дамиан Уильямс-младший (англ. Andre Damian Williams Jr; род. 1980, Бруклин, Нью-Йорк, США) — американский юрист. Первый афроамериканец на должности прокурора Южного округа Нью-Йорка.

## Ранняя жизнь и образование
Уильямс родился в 1980 году в боро Бруклин, Нью-Йорк, и вырос в столичном районе Атланты, в семье иммигрантов с Ямайки. Его родители в разводе. Учился в Академии Вудворда, где на последнем курсе был президентом студенческого совета. В 2002 году получил степень бакалавра искусств в области экономики в Гарвардском университете. В 2003 году получил степень магистра философии в области международных отношений в Эммануил-колледже (Кембридж), а в 2007 году получил степень доктора юридических наук в Йельской школе права, где он был редактором журнала Yale Law Journal. В 2007 году одно из его эссе об улучшении избирательных прав после урагана Катрина было опубликовано в Yale Law Journal.

## Карьера
До поступления в юридическую школу Уильямс работал в предвыборной кампании 2004 Джона Керри в городе Сидар-Рапидс, штат Айова и в штате Южная Каролина в качестве личного помощника (англ. body man) председателя Национального комитета Демократической партии Терри Маколиффа. После первого года обучения в юридической школе Уильямс работал клерком в офисе прокурора США по Южному округу Нью-Йорка.
Уильямс начал свою юридическую карьеру в качестве клерка судьи Меррика Гарланда в Апелляционном суде США по округу Колумбия. Там он проработал с 2007 по 2008 год. С 2008 по 2009 год работал клерком у судьи Джона Пола Стивенса в Верховном суде США. С 2009 по 2012 года был юристом в юридической фирме Paul, Weiss, Rifkind, Wharton & Garrison. С 2012 по 2021 год работал помощником прокурора США в прокуратуре США по Южному округу Нью-Йорка. С 2018 по 2021 год, находясь на этой должности он был руководителем оперативной группы по борьбе с мошенничеством с ценными бумагами и товарами.
В 2018 году Уильямс помог добиться осуждения Шелдона Сильвера, бывшего американского политика, спикера Ассамблеи штата Нью-Йорк.
Бывший член совета директоров международной правозащитной организации Human Rights First.

## Прокурор США
В марте 2021 года сенатор Чак Шумер рекомендовал Уильямса на должность прокурора США Южного округа Нью-Йорка. 10 августа 2021 года президент США Джо Байден назначил Уильямса на этот пост.
30 сентября 2021 года о его выдвижении было сообщено из комитета путём голосования. 5 октября 2021 года он был утвержден в Сенате. Он стал первым афроамериканцем на должности прокурора США Южного округа Нью-Йорка и по состоянию на октябрь 2021 года был одним из семи афроамериканцев среди 232 помощников прокуроров США и руководителей в округе. Был приведён к присяге 10 октября 2021 года. После его утверждения Уильямс должен был наблюдать за судебным процессом над помощником Джеффри Эпштейна Гислен Максвелл и делом Сайфуллы Хабибуллаевича Саипова, которому было предъявлено обвинение в совершении теракта в Нью-Йорке в 2017 году.
В 2022 году Уильямс выдвигал обвинения против двух высокопоставленных сотрудников государственного аэронавигационного управления Белоруссии и двух сотрудников белорусских служб безопасности в связи с инцидентом с посадкой Boeing 737 в Минске.

## Личная жизнь
Семья Уильямс родом из деревни Фром региона по производству сахара в Уэстморленде, Ямайка. В 2012 году Уильямс женился на академике и выпускнице Гарварда Дженнифер Винн, через пять лет после того, как они встретились во время поездки из Вашингтона в Нью-Йорк.